# Texas Instruments TI-74
Der Texas Instruments TI-74 (kurz TI-74) ist ein Pocket-Computer (Taschencomputer), der von Texas Instruments (TI) entwickelt und ab 1985 hergestellt wurde.
Der TI-74 war als Basisvariante TI-74 BASICALC mit umfangreicher Tastaturbeschriftung für wissenschaftliche Funktionen und Basicbefehle sowie als TI-74S mit vereinfachter oder OEM-Beschriftung erhältlich. Technisch unterscheiden sich beide Varianten ansonsten nicht.

## Geschichte
Der TI-74 bot ab 1985 als erster Pocket-Computer die Möglichkeit, eigene in BASIC geschriebene Programme auf einem kleinen, externen und leicht austauschbaren Datenspeicher ablegen zu können, was ihn von Produkten der Mitbewerber abhob. Auf den bis zu 32 kB großen, von einer Knopfzelle gespeisten RAM-Modulen, lassen sich vom Anwender flexibel Daten und BASIC-Programme speichern. BASIC-Programme sowie in Pascal geschriebene Programme und Daten können auch auf EPROMs ‚gebrannt‘ werden, die zunächst mit 32 kB Speicherkapazität erhältlich waren. Ab 1988 gab es EPROMs mit 64 kB und 128 kB, die dadurch die Ausführung umfangreicherer und komplexerer Programme mit größeren Datenmengen, z. B. für die KFZ-Tarifberechnung, ermöglichten. Für den deutschen Markt hielt Texas Instruments in Freising bis Ende 1989 die Softwareentwicklung und Produktion der Eprom-Module für den TI-74 im eigenen Hause, danach wurde dieser Bereich  ausgelagert.

## Verbreitung
Durch seine großen Tasten, eine vollwertige QWERTY-Tastatur mit separatem Nummernblock, seine kompakten Abmessungen, das reichhaltige Zubehör und vor allem durch die von Laien problemlos einzusteckenden Programm-Module avancierte der TI-74S zu einem der beliebtesten Taschencomputer im Banken- und Versicherungsbereich. 1987 stattete als einer der ersten Konzerne die Allianz Lebensversicherungs-AG ihren Außendienst deutschlandweit mit dem TI-74S, der den Aufdruck Beratungscomputer Leben trug, sowie einem zugehörigen Programmmodul für Lebensversicherungstarifberechnung aus.

## Zubehör
Module
- 8 kB RAM
- 32 kB RAM
- 32 kB EPROM
- 64 kB EPROM
- 128 kB EPROM

Softwaremodule
- Learn PASCAL (Interpreter)
- Diverse für z. B. Mathematik und Statistik

Peripherie
- Thermodrucker 24 Zeichen PC324
- PC-Interface (PC-Parallelport)
- CI-7 (Datenrecorder-Interface)

Sonstiges
- Plastikhülle (Serienausstattung)
- Mappe für TI-74, Drucker und Module
- Overlay-Folien für Tastatur